# Pandanus arenicola
Pandanus arenicola är en enhjärtbladig växtart som beskrevs av Huynh. Pandanus arenicola ingår i släktet Pandanus och familjen Pandanaceae.
Artens utbredningsområde är Madagaskar. Inga underarter finns listade.